# القدم (الطويلة)

تعديل مصدري - تعديل

القدم هي إحدى قرى عزلة بني سري بمديرية الطويلة التابعة لمحافظة المحويت، بلغ تعداد سكانها 0 نسمة حسب تعداد اليمن لعام 2004.